# Antonio Guzmán Fernández
Silvestre Antonio Guzmán Fernández (La Vega, 12 febbraio 1911 – Santo Domingo, 4 luglio 1982) è stato un politico dominicano.
È stato il 46º presidente della Repubblica Dominicana, in carica dall'agosto 1978 al luglio 1982. Il 4 luglio 1982, 43 giorni prima di terminare il proprio mandato, si è suicidato all'interno del Palazzo Nazionale con un colpo di pistola calibro 38 alla tempia.
È considerato il fautore della "consacrazione democratica" dominicana, in virtù del suo rispetto per i diritti civili e politici, e per l'affermazione, per la prima volta nel paese, dell'alternanza tra partiti politici attraverso la legittima via elettorale.